# Rio Torto (Lombardia)
Il Rio Torto è un torrente di breve percorso che nasce quale emissario dal lago di Annone (l'unico emissario di questo lago) per gettarsi come immissario nel lago di Como.

## Idrografia
Si formò nei primi secoli del Medioevo, forse per un cataclisma, e da allora scarica le acque del lago di Annone nel Lario dopo aver attraversato la Valle Magrera.
Nel suo breve corso riceve alcuni immissari, prevalentemente torrenti stagionali che scendono dal Cornizzolo, dal gruppo montuoso dei Corni di Canzo (come i torrenti Toscio ed Inferno).

## Storia
Non è citato da Plinio nella sua descrizione del lago di Annone che in epoca romana era alquanto precisa, per cui si presuppone si sia formato successivamente.
Leonardo Da Vinci pare avesse progettato di trasformare questo breve torrente in un canale navigabile così da congiungere i due laghi con una via lacustre per le imbarcazioni.